# Stefan Lindqvist
Stefan Lindqvist (Halmstad, 18 marzo 1967 – Särö, 1º marzo 2020) è stato un calciatore svedese, di ruolo centrocampista.
È morto il 1º marzo 2020 dopo dieci anni di battaglia contro la SLA, all'età di 52 anni.

## Carriera

### Club
Lindqvist giocò nello Halmstad prima e negli svizzeri del Neuchâtel Xamax poi, accordandosi in seguito con il Göteborg. Nel 1997 giocò per i cinesi del Dalian Wanda, mentre nel 1998 fu in forza agli scozzesi del Motherwell. Nel corso dello stesso 1998, fu ingaggiato norvegesi dello Strømsgodset, per chiudere la carriera l'anno seguente al Göteborg.

### Nazionale
Giocò 5 partite per la Svezia tra il 1989 e il 1990, con una rete all'attivo (segnata al debutto in nazionale avvenuto nell'amichevole persa per 2-4 contro la Francia, dove realizzò il provvisorio 2-2).